# Martin Ridge (Ross Dependency)
Martin Ridge ist ein breiter Gebirgskamm in der antarktischen Ross Dependency. Er ragt an der Westflanke des Moody-Gletschers in der Königin-Alexandra-Kette auf. 
Das Advisory Committee on Antarctic Names benannte ihn 1966 nach Major Wilbur E. Martin, verantwortlich für die Durchführung von technischen Probebetrieben während der Operation Deep Freeze im Jahr 1963.